# Philippe Métézeau
Philippe Métézeau, né à Paris le 27 avril 1948, est un ingénieur de recherche, docteur d'État, qui assure la direction de l'unité mixte INSERM-Institut Pasteur de cytométrie en flux jusqu'en 2005 avant de renoncer à ses fonctions pour s'engager totalement dans la politique locale.

## Biographie
Né à Paris le 27 avril 1948, Philippe Métézeau fait ses études secondaires au collège et lycée des Francs-Bourgeois des Frères des écoles chrétiennes de 1959 à 1968. Il les poursuit dans l’enseignement supérieur à l'Université Paris VI en physiologie puis en biochimie à Paris VII. Il intègre en 1973 le laboratoire de pharmacologie de l’Institut Pasteur sous la direction de France Tazieff et soutient en 1979 une thèse de 3e cycle en physiologie cardio circulatoire à Orsay sous la direction de Jean Mambrini. Philippe Métézeau est marié et père de 3 enfants, Frédéric, Florence et Marianne.

## Activités scientifiques
Recruté à l'Institut national de la santé et de la recherche médicale (INSERM) comme ingénieur de recherche il devient à partir de 1980 et à l'initiative du professeur Francois Jacob un des premiers spécialistes français d'une nouvelle technique d'analyse des cellules après marquage avec des sondes fluorescentes : la cytométrie en flux.

### La cytométrie en flux

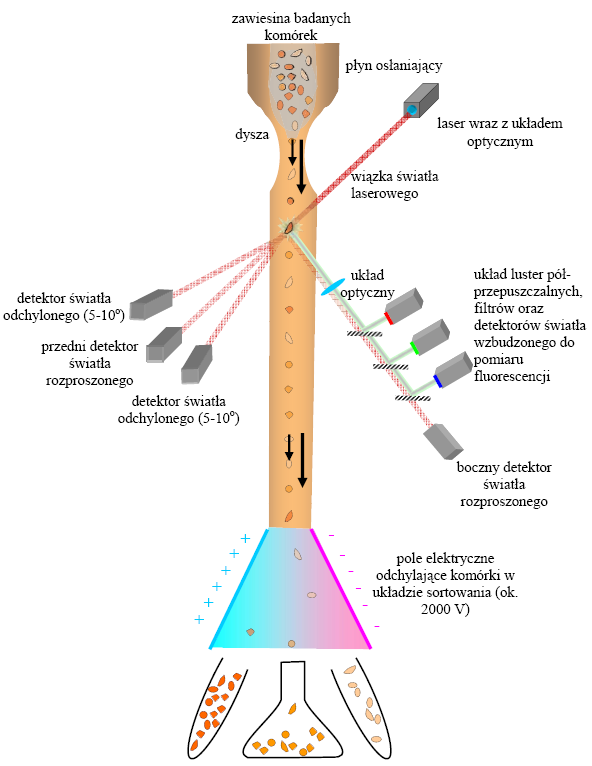
Diagramme de la cytométrie en flux

Avec le professeur M.E. Goldberg, il popularise les caryotypes en flux pour l'analyse et la sélection physique de chromosomes et soutient sous sa direction une thèse pour le doctorat d’État à Paris VII en 1984. Il prend la direction de l'unité mixte INSERM/Institut Pasteur de cytométrie analytique et préparative,.
Celle-ci, sous sa direction, est intégrée au département d'immunologie de l'Institut Pasteur en mars 1999 par fusion entre le service commun INSERM/Pasteur de cytométrie et la station de cytométrie du département d'Immunologie avec 4 ingénieurs sous la direction de Philippe Métézeau. Sans renoncer à ses propres travaux, elle devient un véritable service commun pour 30 équipes de l'institut.
Au cours de cette première année elle répond ainsi à 4 000 demandes d'analyses. Trois ans plus tard ce chiffre passe à 5 000 analyses pour 40 équipes différentes. En janvier 2000, elle est intégrée à la direction des équipements technologiques stratégiques et doté de nouveau matériel et en 2002 Philippe Métézeau l'engage dans une procédure de certification qualité.
L'unité œuvre aussi pour une multiplication des structures régionales et à cette fin Philippe Métézeau est nommé auprès du ministre de l'économie et des finances expert pour la Commission des marchés, secteur des appareils biomédicaux. Il assure également au sein de son unité la formation du personnel nécessaire à leur utilisation. En 2002 100 techniciens y bénéficient d'un stage.
Philippe Métézeau est membre de :
- l'International society of analytical cytology (ISAC)[4] ;
- la Société française d'allergologie et d'immunologie clinique (SFA)[5] ;
- et membre fondateur de l'Association française de cytométrie en flux (AFC)[6].

La Sainte Tunique sur le blason d'Argenteuil

Il participe sur France Culture à une série d'émissions des professeurs Jean Bernard et Jacques-Louis Binet consacrées aux Progrès de la biologie et de la médecine. À partir de juillet 2005 il cesse toute activité professionnelle pour se consacrer totalement à ses mandats électoraux.

### Recherche annexe
Comme premier adjoint au maire et sous l'impulsion du sous-préfet d'Argenteuil, Jean-Pierre Maurice, il confie en 2001 au laboratoire des mesures du carbone 14 de Saclay la datation de la Sainte Tunique du Christ conservée à la basilique d'Argenteuil. Le tissage de la tunique se révèle des VIe et VIIe siècles de notre ère avec une probabilité de 95,4 %. Ces résultats, rendus publics par l’évêché de Pontoise en décembre 2004, ont fait l'objet depuis de deux communications scientifiques : en 2011 à Argenteuil et en 2013 à Prüm en Allemagne.

### Publications
- Philippe Métézeau et col., La cytométrie en flux : pour l'étude de la cellule normale ou pathologique, t. 1, Auckland ; Bogota ; Paris, Medsi/McGraw-Hill, 1988 (ISBN 2-86439-164-3, BNF 34941332), p. 372 ;
- Philippe Métézeau et col., La cytométrie en flux : techniques, t. 2, Auckland ; Bogota ; Paris, Medsi/McGraw-Hill, 1988, 101 p. (ISBN 2-86439-165-1, BNF 34942998), p. 473 ;
- Philippe Métézeau et col. (préf. Luc Montagnier, prix Nobel de médecine 2010), Cytométrie par fluorescence : apports comparatifs des techniques flux, image et confocale, Paris, Editions de l'INSERM, 1994 (ISBN 2-85598-584-6, BNF 35764528), p. 356 ;
- Philippe Métézeau et col. (préf. Georges Charpak, prix Nobel de physique 1989), La cytométrie en flux : guide pratique de la préparation à l'analyse des cellules, Limoges, Presses universitaires de Limoges, 1994, 270 p. (ISBN 2-910016-29-3, BNF 35692705), p. 270.

### Collaborations à des colloques et revues internationales
- Berheim A, Métézeau P. et coll. Direct hybridization of sorted human chromosomes. Proceeding national academy of science of USA, 1983, 80, p. 7571-7575 ;
- Baron B., Métézeau P. et coll. Flow sorted isolation and improved vizualisation of sorted mice chromosome. Exp cell research, 1984, 152, p. 220-230 ;
- Mylner Y., Métézeau P. et coll. Phemphigus, an autoimune disease of the skin in Yehuda Shoenfeld - The Decade of Autoimmunity - Elsevier science BV – 1999 - Page XVI ;
- Terzieff-Depierre F., Métézeau P. et coll. Pharmocological investigation on purified toxin isolated from the sea anemone Anemona sulcata in Philip Rosenberg - Toxins: Animal, Plant and Microbial - Pergamon press Ltd - réed 2013 - Page 557 ;
- Autres productions scientifiques : 32 occurrences internationales.

## Activités politiques

### Mandats municipaux
Il adhère en 1994 au Rassemblement pour la République (RPR) et est élu au conseil municipal d’Argenteuil l’année suivante. En 2001 il devient 1er adjoint au maire Georges Mothron chargé des associations, de la politique de la ville, de la démocratie participative et de la communication. En août 2007, l'achat par la municipalité d'Argenteuil d'un répulsif nauséabond, le malodore, destiné à empêcher le stationnement en centre ville de sans domicile fixe (SDF) entraîne une violente campagne de presse nationale qui, associée aux problèmes soulevés par la rénovation urbaine, contribue à la chute de la municipalité qui revient au socialiste Philippe Doucet aux élections suivantes.
En mars 2014 à la suite de la réélection de Georges Mothron à la mairie d'Argenteuil il y revient également comme adjoint au maire délégué à l'action sociale, la santé et la politique de la ville.

### Mandats départementaux
Il est élu en 2001 conseiller général du Val-d'Oise, dont il devient en 2005 vice-président chargé de l’insertion professionnelle. À ce titre il pilote dans ce département la mise en place expérimentale du revenu de solidarité active (RSA) initié par François Fillon premier ministre et Martin Hirsch. Philippe Métézeau perd en 2007 son mandat au conseil général face à la candidate Parti communiste français (PCF) soutenue par l'Union de la gauche.
En soutien à son président Jean-Louis Borloo, il adhère alors au Parti radical.
Réélu l’année suivante au conseil général du Val-d'Oise avec 58 % des suffrages au second tour face à la candidate de la gauche  à la faveur d’une annulation du vote précédent il y est nommé 2e vice-président chargé de l’action sociale et de la santé (5e commission). À ce titre il préside le Comité de départemental d'éducation pour la santé du Val-d'Oise (CoDES95) et le Fonds solidarité logement (FSL).
Le 29 mars 2015, en binôme avec Marie-Evelyne Christin il est réélu au Conseil départemental du Val-d'Oise au second tour du scrutin avec 73,48 % des voix face au binôme du Front national. Le 10 avril il retrouve la vice-présidence avec charge des affaires sociales et de la santé alors que son binôme hérite du sport et de la jeunesse. Il est élu à la présidence de la section du Val-d'Oise de la Fédération hospitalière de France le 11 février 2015 et présente au nom de l'assemblée des départements un rapport à Marisol Touraine consacré au décloisonnement des politiques publiques de solidarité : « Coordination interinstitutionnelle entre acteurs ».

### Mandats nationaux
En 2002 et 2007 il est suppléant de Georges Mothron élu à l'Assemblée nationale.
Le 14 décembre 2013 il est nommé par arrêté du premier ministre au Conseil national des missions locales (CNML).

## Autres responsabilités
En 2002, dans le cadre de ses fonctions à l'INSERM, Philippe Métézeau est nommé auprès du ministre de l'économie et des finances expert pour la Commission des marchés, secteur des appareils biomédicaux.